# Lucia Frontul
Lucia Frontul (...) è un'ex sciatrice alpina italiana.

## Biografia
Lucia Frontul vinse la medaglia di bronzo nella discesa libera ai Campionati italiani nel 1986; non prese parte a rassegne olimpiche né ottenne piazzamenti in Coppa del Mondo o ai Campionati mondiali.

## Palmarès

### Campionati italiani
- 1 medaglia[1]:
  - 1 bronzo (discesa libera nel 1986)